# Pete Duel
Pete Duel, född Peter Ellstrom Deuel, den 24 februari 1940 i Rochester, New York, död 31 december 1971 i Hollywood, var en amerikansk skådespelare. Duel är mest ihågkommen som Hannibal Heyes i TV-serien Alias Smith & Jones, där han spelade mot Ben Murphy. Serien blev en stor succé, vilket gjorde att pressen på Duel och Murphy blev hård.

## Biografi
Innan Duel medverkade i Alias Smith & Jones, spelade han den ena huvudrollen i komediserien Gidget 1965–1966. Den andra huvudrollen spelades av Sally Field, som också medverkade i några avsnitt av Alias Smith & Jones.
Åren 1966–1967 hade Duel huvudrollen i komediserien Love on a Rooftop i 30 avsnitt.
Duel sköt sig själv på nyårsafton 1971 utan att lämna något brev efter sig som förklarade varför, men det antas bero på alkoholproblem, depression och omfattande spelskulder. Duel medverkade i de 32 första avsnitten av Alias Smith & Jones.
Duel hade förutom sina filmroller även arbetat som inläsare av poesi. Han gästskådespelade i TV-serier som Jagad, Brottsplats: San Francisco (Ironside) och Mannen från Virginia.

## Filmografi i urval
- The Hell with Heroes (1968)
- Marcus Welby, M.D (1969) (TV-film)
- Generation (1969)
- Cannon for Cordoba (1970)
- The Psychiatrist: God Bless the Children (1970)
- How To Steal an Airplane (1971)
- Alias Smith & Jones (1971–1972) (TV-serie)
- The Scarecrow (1972) (TV-film)